# Bæddel et bædling
Bæddel et bædling sont deux mots de vieil anglais désignant des catégories de genre hors normes. Ils ne sont attestés que dans un nombre réduit de glossaires et de pénitentiels médiévaux et leur sens exact est incertain, même s'ils sont souvent associés à des idées d'efféminement, d'adultère et de mollesse. Ils pourraient dénoter une variance de genre, un troisième genre, ou une intersexuation. 

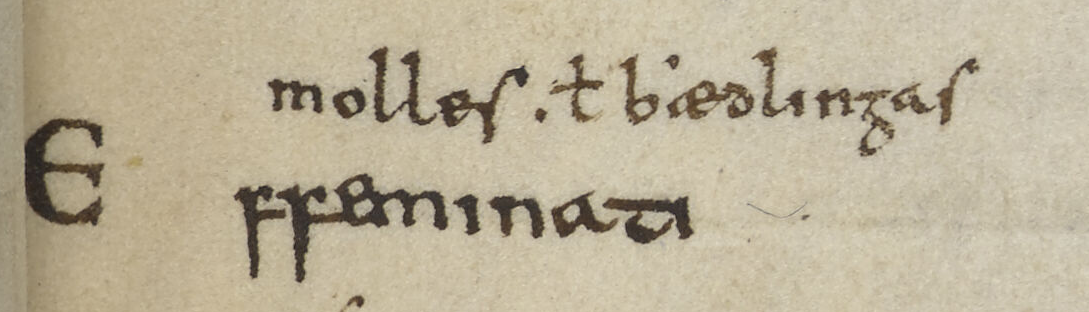
Le mot bædlingas apparaît dans les glossaires Cleopatra comme traduction du latin effeminati molles.

Ces mots ne sont plus attestés après la période médiévale. L'Oxford English Dictionary considère bæddel comme l'ancêtre de l'adjectif bad « mauvais » en anglais moderne, mais des hypothèses alternatives ont été avancées par plusieurs philologues.

## Attestations

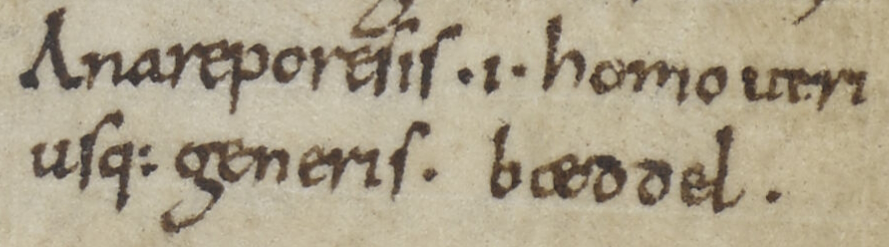
Anareporesis i homo utriusque generis bæddel dans les.

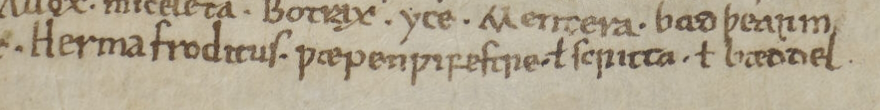
Hermafroditus wæpenwifestre scritta bæddel dans les glossaires d'Anvers-Londres.

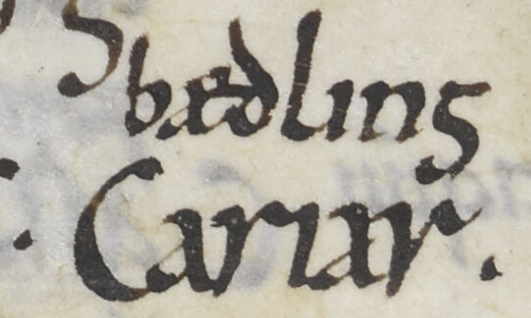
Cariar traduit par bædling dans le glossaire Harley.

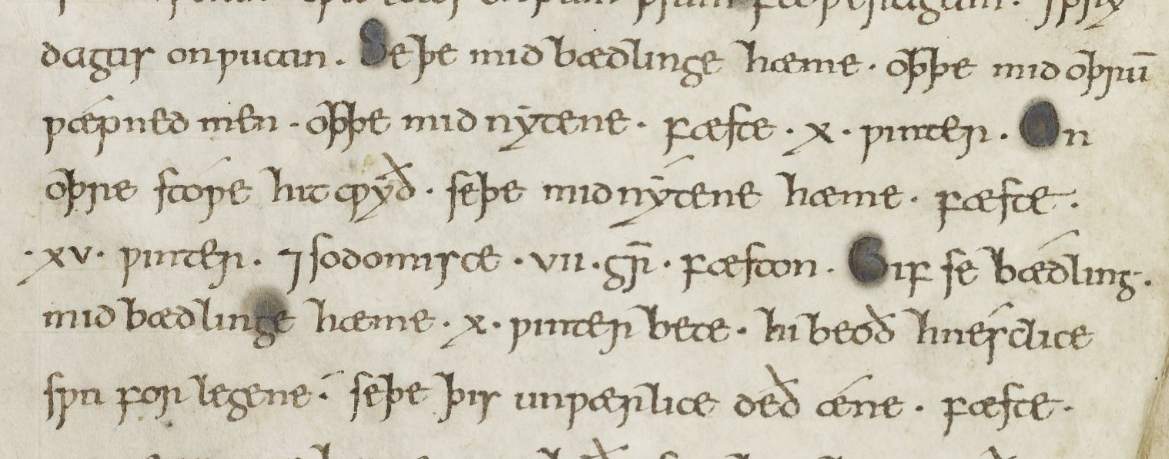
Le passage de la traduction vieil-anglaise des canons de Théodore concernant les bædlings.

Les termes bæddel /ˈbæd.del/ et bædling /ˈbæd.liŋɡ/ ne sont attestés que dans une poignée de sources médiévales en vieil anglais, la langue vernaculaire des Anglo-Saxons en usage en Angleterre jusqu'à la fin du XIe siècle. Bædling apparaît dans deux glossaires et deux pénitentiels, tandis que bæddel n'apparaît que dans les glossaires d'Anvers-Londres (en), rédigés vers le début du XIe siècle. Il y est utilisé comme glose pour deux expressions latines : « Anareporesis, i. homo utriusque generis » (« andreporesis, c'est-à-dire homme des deux sexes ») et « Hermafroditus » (« hermaphrodite »),. Le glossaire associe également ce mot au substantif vieil-anglais wæpenwifestre. Ce hapax composé des éléments wif « femme » et wæpn « arme » pourrait désigner une femme pourvue d'un phallus, ou d'allure masculine et phallique, sur le modèle du terme bien attesté wæpnedman désignant un homme.
Bædling est probablement dérivé de bæddel par l'ajout d'un suffixe, soit le patronymique -ing, soit le diminutif -ling. Les quatre sources dans lesquelles il figure le glosent de trois manières différentes : mollis « personne molle », effeminati molles « personnes molles et efféminées » et cariar. Ce dernier équivalent, figurant dans le glossaire Harley (XIe siècle), est plus difficile à interpréter. Il pourrait faire référence à la Carie, une région d'Anatolie qui abritait dans la mythologie grecque la fontaine de Salmacis, une source dont les eaux étaient réputées capables d'adoucir les hommes et de les féminiser,. Cette référence possible à l'Anatolie pourrait également indiquer un lien avec les eunuques, couramment associés à l'empire byzantin et à l'Orient en général dans l'imaginaire anglais médiéval.
La traduction vieil-anglaise du pénitentiel de Théodore distingue les hommes des bædlings en décrivant les rapports sexuels entre deux hommes et celles entre un homme et un bædling comme deux péchés distincts,. Les bædlings y sont associés à l'adultère, une association également présente dans les glossaires d'Anvers-Londres. Deux bædlings ayant des rapports sexuels ensemble doivent faire pénitence pendant dix ans, une durée qui peut varier selon l'âge des pécheurs, car le texte précise qu'un bædling peut aussi bien être un enfant qu'un adulte,.

## Interprétations
La situation des individus décrits comme bæddels et bædlings dans le système de genre de la société anglo-saxonne est l'objet de débats dans la communauté scientifique, tout comme la meilleure manière de définir ces mots : le Dictionary of Old English de l'université de Toronto, en cours de publication depuis les années 1980, ne propose aucune étymologie pour bædling et se contente de le définir sans certitude par « homme efféminé, homosexuel ». Pour le philologue Robert D. Fulk (2004) et l'historien David Clark (2009), bædling désigne le partenaire passif dans le cadre d'un rapport sexuel entre deux hommes. Cependant, la référence à un rapport sexuel entre deux bædlings dans le pénitentiel de Théodore implique qu'il ne peut pas s'agir d'une définition stricte du terme,. La mention de châtiments variables suivant l'âge conduit l'historien Jacob Bell (2023) à proposer que le terme fasse référence à une relation de pédérastie.
L'association à la « mollesse » pourrait impliquer que les bædlings sont des individus assignés hommes à la naissance qui occupent des rôles sociaux féminins ou adoptent une expression de genre féminine,. Ils pourraient former un troisième genre distinct des hommes et des femmes, un exemple de variance de genre, ou bien être classés avec les femmes et les enfants comme des individus émasculés, par opposition aux hommes « virils »,. À l'inverse, ces termes pourraient aussi désigner des individus assignés femmes à la naissance qui occupent un rôle social masculin, ou encore des individus intersexués. Robert D. Fulk les rapproche des exemples de sépultures anglo-saxonnes qui ne se conforment pas aux normes de genre, par exemple les tombes abritant des squelettes d'hommes entourés de mobilier funéraire féminin.

## Étymologie
Robert D. Fulk considère que bæddel pourrait provenir d'un hypothétique *bai-daili- « les deux parties ». D'autres langues germaniques utilisent des termes similaires pour désigner les hermaphrodites, comme tvetulle « deux outils » en danois. Une analyse obsolète du terme proposée par J. R. C. Hall et Ferdinand Holthausen en faisait un dérivé du verbe bædan, qui signifie normalement « imposer » mais qui aurait aussi pu avoir le sens de « souiller, tacher » d'après une glose du psautier d'Eadwine. Cette hypothèse est rejetée par le philologue Herbert Dean Meritt, qui souligne que ce psautier donne fréquemment des gloses inhabituelles voire erronées de termes latins,.
Aucune attestation des mots bæddel et bædling postérieure au Moyen Âge n'est connue, mais une ballade arthurienne en scots du XVIIe siècle mentionne un badlyng que le chercheur William Sayers (2020) traduit par « sodomite ». Les dialectes anglais du Nord de l'Angleterre possèdent un substantif badling, diversement traduit « chenapan », « bon à rien » ou « sale gosse », mais il pourrait s'agir d'un dérivé de l'adjectif bad « mauvais » plutôt que d'un descendant étymologique de bædling,.
La première édition de l'Oxford English Dictionary (OED), parue en 1884, présente l'adjectif bad « mauvais » comme dérivé de bæddel, une hypothèse avancée par le philologue allemand Julius Zupitza,. Sa présence dans un dictionnaire de référence lui donne un poids conséquent, même si elle est contestée par certains philologues comme Ferdinand Holthausen ou Friedrich Kluge. Elle continue à figurer dans la deuxième édition de l'OED, parue en 1989, ainsi que dans sa version en ligne, qui rejettent catégoriquement les étymologies alternatives de bad comme issu des langues celtiques, tout en acceptant comme possible une dérivation à partir du verbe vieil-anglais bædan.
Dans un article de 2020, William Sayers avance la possibilité que bad, bæddel et bædling partagent la même origine : le mot gaulois *baitos « fou, immoral », reconstruit par le linguiste français Xavier Delamarre. Cet adjectif aurait pu passer en vieil anglais sous la forme hypothétique *baed qui aurait connoté des déficiences physiques ou mentales, des caractéristiques que les locuteurs du vieil anglais auraient attribuées aux peuples de langues celtiques des îles Britanniques. Le linguiste Richard Coates propose une hypothèse similaire dans un article de 1988, faisant dériver bad, bæddel et bædling d'un hypothétique adjectif vieil-anglais *badde qui aurait pu signifier « sans valeur » ou « de mauvais augure ».